# Hisashi Kato
Hisashi Kato, född 24 april 1956 i Miyagi prefektur, Japan, är en japansk tidigare fotbollsspelare.